# Annika Holopainen
Annika Alexandra Holopainen (Espoo, 4 de agosto de 1993) es una jugadora de baloncesto profesional finlandesa y miembro de la selección finlandesa. En la temporada 2022-2023, jugó en la Liga Femenina española de máxima categoría, en el equipo Kutxabank Araski de Vitoria (Álava).

## Biografía
Annika Holopainen comenzó su carrera con Tapiolan Honka en el Naisten I de la Segunda División. Más tarde jugó para el  Espoo Basket Team con el que ganó la Copa de Baloncesto de Finlandia en el 2011. El mismo año fue nombrada en el Naisten Korisliiga Sexta Mejor Jugadora del Año y Revelación del Año.
Jugó baloncesto durante su etapa universitaria para la Universidad de Portland y más tarde para la Universidad de Old Dominion. Después de su carrera universitaria, ha jugado profesionalmente en Europa: en Alemania, Polonia, Francia y España.
Mide 1.88 m.

## Clubes
- Tapiolan Honka (Naisten I), en Espoo (Finlandia).
- 2011: Espoo Basket Team, en Espoo (Finlandia).
- 2012-2014: Universidad de Portland (NCAA), en Portland (Estados Unidos).
- 2014-2016: Old Dominion Monarchs (NCAA), en la Universidad de Old Dominion (Norfolk, Estados Unidos).
- 2017-2018: TSV Wasserburg (Euro Cup), en Wasserburg am Inn (Alemania).
- 2018-2019: AZS Politechnika Gdańska, en Gdansk (Polonia).
- 2019-2020: Reims Basket (2.ª División), en Reims (Francia).
- 2020-2021: KR Women's basketball (1.ª División), en Reikiavik (Islandia)
- 2021-2022: Montbrison (2.ª División), en Montbrison (Francia).
- 2022-2023: Kutxabank Araski (Liga Femenina), en Vitoria (España).

## Trayectoria
Durante la temporada 2017-2018 jugó para el TSV 1880 Wasserburg en la Damen-Basketball-Bundesliga y la EuroCup. Ayudó al equipo a ganar la Copa de baloncesto de Alemania en el 2018. La temporada siguiente, se convirtió en la primera mujer finlandesa en jugar en la Basket Liga Kobiet polaca cuando se unió al AZS Politechnika Gdańsk. Para la temporada promedió 7,8 puntos y 3,3 rebotes por partido.
En la temporada 2022-2023 fue fichada como refuerzo para el equipo vitoriano, Kutxabank Araski de la Liga Femenina Endesa.